# ستيوارت وايتمان
ستيوارت وايتمان (بالإنجليزية: Stuart Whitman)‏ هو ممثل أمريكي، ولد في 1 فبراير 1928 بسان فرانسيسكو في الولايات المتحدة. - 16 مارس 2020)

## أعمال

### أفلام
- (1955) اللحن المقطوع
- (1956) ديان
- (1962) أطول يوم[6][7]

## ترشيحات
- جائزة الأوسكار لأفضل ممثل (1961)

## وصلات خارجية
- ستيوارت وايتمان على موقع IMDb (الإنجليزية)
- ستيوارت وايتمان على موقع روتن توميتوز (الإنجليزية)
- ستيوارت وايتمان على موقع ألو سيني (الفرنسية)
- ستيوارت وايتمان على موقع ميوزك برينز (الإنجليزية)
- ستيوارت وايتمان على موقع تيرنر كلاسيك موفيز (الإنجليزية)
- ستيوارت وايتمان على موقع أول موفي (الإنجليزية)
- ستيوارت وايتمان على موقع قاعدة بيانات الأفلام السويدية (السويدية)
- ستيوارت وايتمان على موقع إن إن دي بي (الإنجليزية)
- ستيوارت وايتمان على موقع قاعدة بيانات الفيلم (الإنجليزية)
- ستيوارت وايتمان على موقع كينوبويسك (الروسية)